# Antiquaire
«  Antiquité » redirige ici. Ne pas confondre avec Antiquités.
Pour les articles homonymes, voir Antiquaire (Rome) et L'Antiquaire (film, 1920).
Le métier d'antiquaire consiste principalement à acquérir, restaurer et revendre des meubles, objets d'art et bibelots anciens (également appelés « antiquités ») de valeur ou de qualité.
Le métier nécessite une bonne connaissance à la fois du marché et de l'histoire de l'art, notamment parce que l'antiquaire a pour obligation de garantir l'authenticité des biens qu'il met en vente.

## Sens ancien

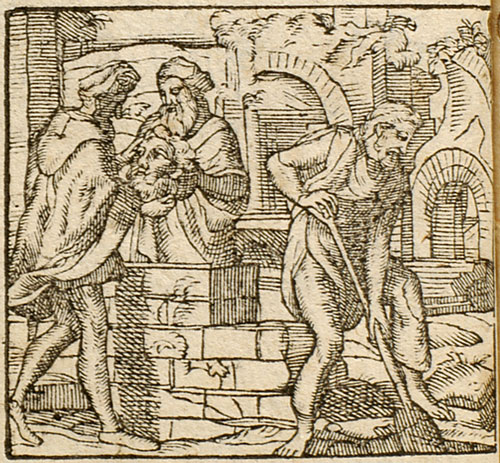
Deux clercs discutant d'une tête sculptée et un antiquaire creusant le sol (Joannes Sambucus, Antiquitatis studium, 1564).

Ce terme a changé de sens aux alentours de la Première Guerre mondiale, avant laquelle il désignait un érudit se livrant à l'étude systématique des monuments et des objets d'art (numismates, iconographes qui publient statues, figurines, mosaïques, peintures murales, gravures et sculptures), ou un collectionneur intéressé aux antiquités. Le mouvement des antiquaires prend naissance au XVe siècle, à l'époque de l'humanisme de la Renaissance avec des pionniers de l'archéologie classique comme Cyriaque d'Ancône, Flavio Biondo, Poggio Bracciolini, Antonio Loschi, ou Pomponio Leto qui fonde l'Accademia Romana (de) en 1466. Ce mouvement se développe les siècles suivants, avec notamment les papes à Rome, les rois collectionneurs des grands empires égyptiens, assyriens ou chinois, ou les érudits ou amateurs tels Peiresc, Pirro Ligorio ou Fugger, dont la curiosité pour les antiquités ou la nécessité de financer les voyages et les fouilles, favorisent la chasse au trésor et le pillage qui alimentent leurs cabinets de curiosités. Le mouvement culmine au XVIIIe siècle avec des antiquaires « professionnels » comme le comte de Caylus ou le moine bénédictin Bernard de Montfaucon, pionniers de l'archéologie moderne. Il décline dans la seconde moitié du XIXe siècle lorsque cette archéologie devient une discipline scientifique qui acquiert son autonomie vis-à-vis de la philologie ou de l'histoire, grâce au développement d'une méthode scientifique spécifique basée sur trois piliers : la science du classement des artefacts appelée typologie, la stratigraphie archéologique (en) et l'histoire des techniques.
Le comte de Caylus, par exemple, était un « antiquaire » dont Diderot, qui ne l'aimait pas, a fait une épitaphe.
C'est dans ce même sens qu'il faut entendre le titre en français du roman de Walter Scott, L'Antiquaire. On trouve encore cette acception dans le libellé de sociétés savantes parisiennes comme la Société des antiquaires de France ou, plus souvent, provinciales telles que la Société des antiquaires de Normandie,, qui étaient ou sont encore des associations d'étude et de préservation du patrimoine régional. Les sociétés d'antiquaires ont joué un grand rôle dans l'établissement de l'archéologie et la constitution de l'histoire de France.
Par analogie, Nietzsche a qualifié d'« histoire antiquaire » une démarche de l'historien dans laquelle tout élément est pris en compte, quelle que soit son importance apparente (information sur une fête de village, phrase dont le sens s'est perdu, etc.).

## Formation
La profession ne nécessite pas de diplôme particulier. Cependant, en France, quelques écoles proposent des cursus adaptés, qui viennent compléter un diplôme d'histoire de l'art. Depuis 2003, l'Université Paris-Est-Marne-la-Vallée offre une formation d'un an, la licence professionnelle commerce, spécialité commerce de l'art et des antiquités, de niveau BAC + 3, destinée à aider les jeunes à mieux s'insérer sur le marché. Cette licence est en partenariat avec l'École Olivier-de-Serres, l'École Boulle et le Syndicat national du commerce de l'antiquité, de l'occasion et des galeries d'art (SNCAO-GA), chacun apportant ses compétences et son expérience.
La Chambre nationale des experts spécialisés forme des élèves-experts à travers son Institut de formation CNES dont la plupart sont antiquaires.